# Navarra Agraria
Navarra Agraria es una revista de divulgación técnica agraria que tiene como objetivo transferir al sector agroalimentario el conocimiento generado en las actividades de experimentación e I+D de las sociedades públicas del Gobierno de Navarra y otras entidades afines.

## Historia[2]
La revista nació en febrero de 1985 en formato papel, contando en la actualidad con una tirada de 15.000 ejemplares. Navarra Agraria se presenta como una publicación de carácter técnico en la cual tienen cabida los resultados de las experimentaciones y actividades desarrolladas por las sociedades públicas dependientes del Departamento de Desarrollo Rural, Medio Ambiente y Administración Local del Gobierno de Navarra.
Tiene carácter bimestral, por lo que se publican 6 números por año, que sale a la calle en los primeros días del mes par.
Desde octubre de 2003 se encuentra también en formato digital.
Esta revista fue pionera de las revistas regionales agrarias de España y en la actualidad, son varias las comunidades autónomas que editan revistas dirigidas a sus agricultores y ganaderos siguiendo el ejemplo de la Comunidad Foral de Navarra. En la actualidad cuenta con un listado de 1.200 suscriptores pertenecientes a empresas, organismos y profesionales, a los que se envía directamente la revista.